# Gremiatxi (Saràtov)
|  | Per a altres significats, vegeu «Gremiatxi». |

Gremiatxi (en rus: Гремячий) és un poble (un possiólok) de l'óblast de Saràtov, a Rússia, segons el cens del 2010 tenia 326 habitants. Pertany al districte municipal de Líssie Gori.